# Sermenza
Le Sermenza est un cours d'eau d'une longueur de 34,9 km qui  coule dans la région du Piémont au nord-ouest de l'Italie. Il est un affluent de la Sesia dans le bassin du Pô.

## Parcours
Il naît de la réunion de plusieurs sources qui se joignent dans la commune de Rima San Giuseppe puis coule vers le sud et forme le lac de Rimasco (it).
Au-dessus du lac, il reçoit la contribution importante de l'Egua (it), un autre cours d'eau qui en double le débit moyen.
Il baigne la commune de Boccioleto où il reçoit la contribution du Cavaione (it) puis il se jette dans la Sesia  près de Balmuccia à une altitude de 557 m.

## Régime hydrologique
Le Sermenza est un torrent typique du régime alpin. Les valeurs de charge avant le lac de Rimasco varient considérablement au cours de l'année, au contraire, après le lac, grâce à la contribution considérable de l'Egua (environ 7 m3/s), le Sermenza n'a pas les périodes sèches.

## Source de la traduction
- (it) Cet article est partiellement ou en totalité issu de l’article de Wikipédia en italien intitulé « Sermenza » (voir la liste des auteurs).